# Пиетроаса (Болотешти)
Пиетроаса (рум. Pietroasa) насеље је у Румунији у округу Вранча у општини Болотешти. Oпштина се налази на надморској висини од 165 m.

## Становништво
Према подацима из 2002. године у насељу је живело 671 становника, од којих су сви румунске националности.